# 退耕还林
退耕还林（Grain for Green），是中国政府的植树造林工程，始于朱镕基任职国务院总理时期。
种植乔木树种有核桃、云南松、板栗、旱冬瓜、柳叶杉等，灌木树种有花椒、青刺果等。

## 历史
1998年中国水灾发生后，中华人民共和国国务院于1998年8月5日发出了《关于保护森林资源、制止毁林开垦和乱占林地的通知》，要求各地“切实做好退耕还林工作”。
1999年，国务院做出了实行退耕还林试点工程的重要决策。2000年，启动了退耕还林试点工作。2002年12月25日，国务院第367号令颁布了《退耕还林条例》，自2003年1月20日起实施，2016年曾进行修订。